# Engelberto de Liederkerque
Engelberto de Liederkerque (fl. 1289-1305) fue un caballero flamenco (de Liedekerke) quien, junto con su hermano menor, Gutierre, acompañó a su tío Florent de Henao al Peloponeso (Morea) en el sur de Grecia, después de la proclamación de Florent como príncipe de Acaya en 1289. Allí, Engelberto se casó con una hija de Ricardo I Orsini, conde palatino de Cefalonia y Zante. En 1294, después de la muerte de Juan Chauderon, quien era su concuñado, Engelberto lo sucedió como gran condestable de Acaya.
Engelberto solamente es mencionado de forma esporádica en las fuentes: en 1297, cuando acompañó a la princesa Isabel de Villehardouin a Nesi cerca de Kalamata; en 1301  estuvo entre los barones aqueos que ratificaron la proclamación de Felipe de Saboya como príncipe; a principios de 1304 fue uno de los testigos del matrimonio de Juan I Orsini con María Comnena Ducaina, y en el acto de donación de las fortalezas de Karitena y Araklovon a la hija de Isabel Matilde de Henao; y, finalmente, en un acto firmado en Tebas en diciembre de 1305.